# José Contreras (lutier)

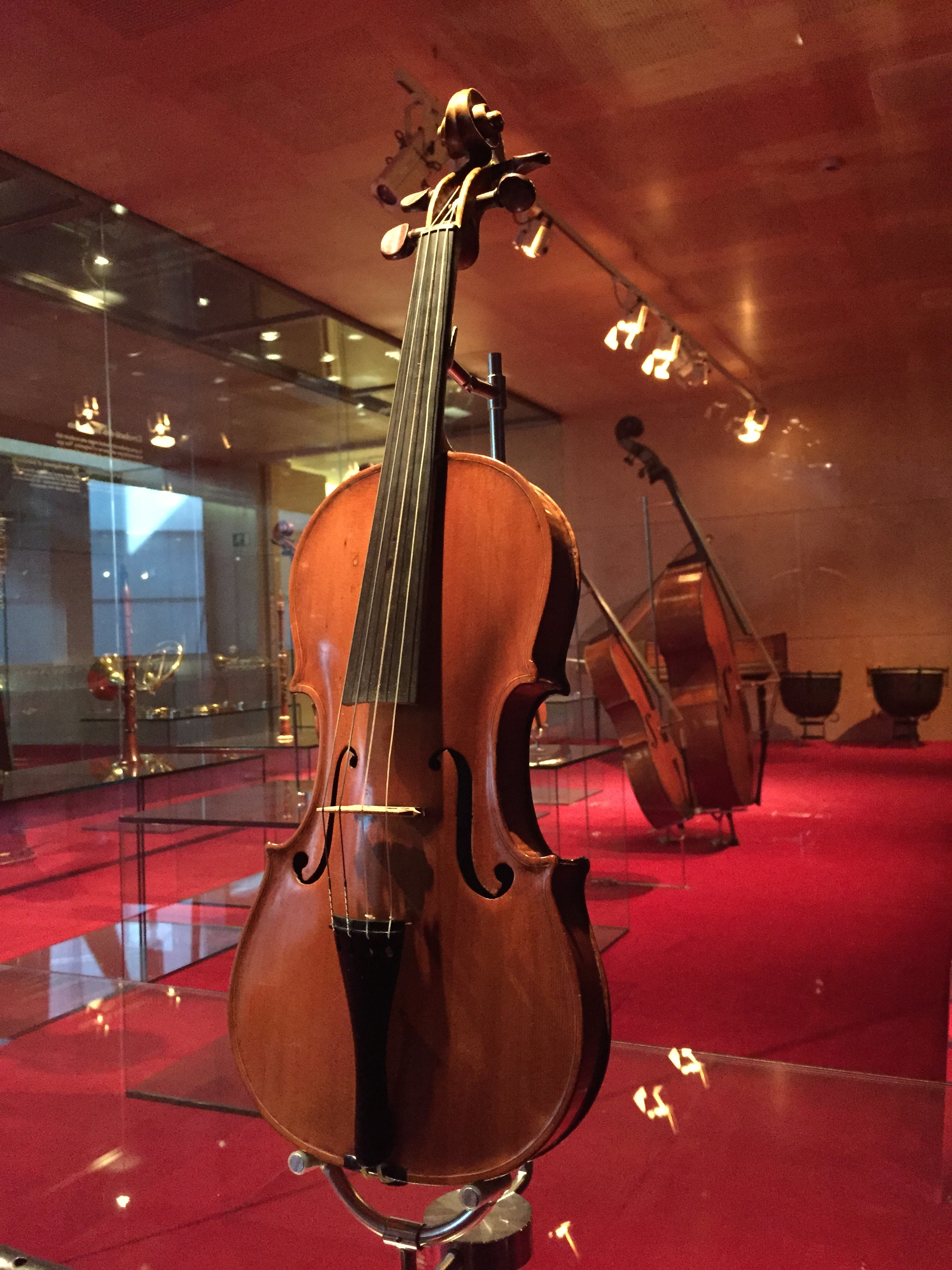
Violín de José Contreras, construido en 1741, MDMB 1058, Museo de la Música de Barcelona

José Contreras (Granada, c. 1710 - 1782) fue un famoso lutier español, conocido como «El Granadino». Es considerado por muchos como el Stradivari español. Se trasladó a Madrid hacia 1737, donde trabajaría como restaurador de la Casa Real de Felipe V. Restauró muchos instrumentos de Stradivari con mucho éxito, incluso antes de que existiesen reglas sobre  restauración. Hizo también sus propios violines, copias de los Stradivari. Sus violines llevan la etiqueta 'Matriti per Granadensem Josephum Contreras, anno ....' y los pocos que han llegado a nuestros días se cotizan a muy alto precio. Entre las bellas obras suyas que se conservan destaca las restauración del cuarteto de Stradivari. Trabajó hasta su muerte, acaecida en 1782. Su hijo continuó el trabajo de su padre.
Conocidos violinistas como Nigel Kennedy, Leonidas Kavakos o Shlomo Mintz han tocado con violín de José  Contreras.